# Pycreus atribulbus
Pycreus atribulbus là loài thực vật có hoa trong họ Cói. Loài này được (Kük.) Napper miêu tả khoa học đầu tiên năm 1971.